# Papinsaari (ö i Finland, Lappland, Norra Lappland)
Papinsaari, nordsamiska: Pappsuáloi, är en ö i Finland. Den ligger i sjön Enare träsk och i kommunen Enare i den ekonomiska regionen Norra Lappland och landskapet Lappland, i den norra delen av landet, 1 000 km norr om huvudstaden Helsingfors. Öns area är 89,6 hektar och dess största längd är 1,5 kilometer i öst-västlig riktning.